# Platychorda applanata
Platychorda applanata är en gräsväxtart som först beskrevs av Spreng., och fick sitt nu gällande namn av Barbara Gillian Briggs och Lawrence Alexander Sidney Johnson. Platychorda applanata ingår i släktet Platychorda och familjen Restionaceae. Inga underarter finns listade i Catalogue of Life.